# Rick Allen (politico)
Richard Wayne Allen (Augusta, 7 novembre 1951) è un politico statunitense, membro della Camera dei Rappresentanti per lo stato della Georgia.

## Biografia
Nato ad Augusta, dopo gli studi all'Università di Auburn Allen divenne imprenditore nel settore edile.
Entrato in politica con il Partito Repubblicano, nel 2012 si candidò alla Camera dei Rappresentanti, ma venne sconfitto nelle primarie da Lee Anderson, che perse poi le elezioni generali contro il deputato democratico in carica John Barrow.
Due anni dopo Allen si candidò nuovamente per il seggio e questa volta vinse le primarie, per poi riuscire a sconfiggere anche Barrow venendo eletto deputato.